# Norges Bank
Norges Bank ist die Zentralbank von Norwegen. Sie wurde mit Gesetz vom 14. November 1816 vom Storting gegründet. Vorher wurde aufgrund der Personalunion die Währungspolitik von Dänemark gestaltet.

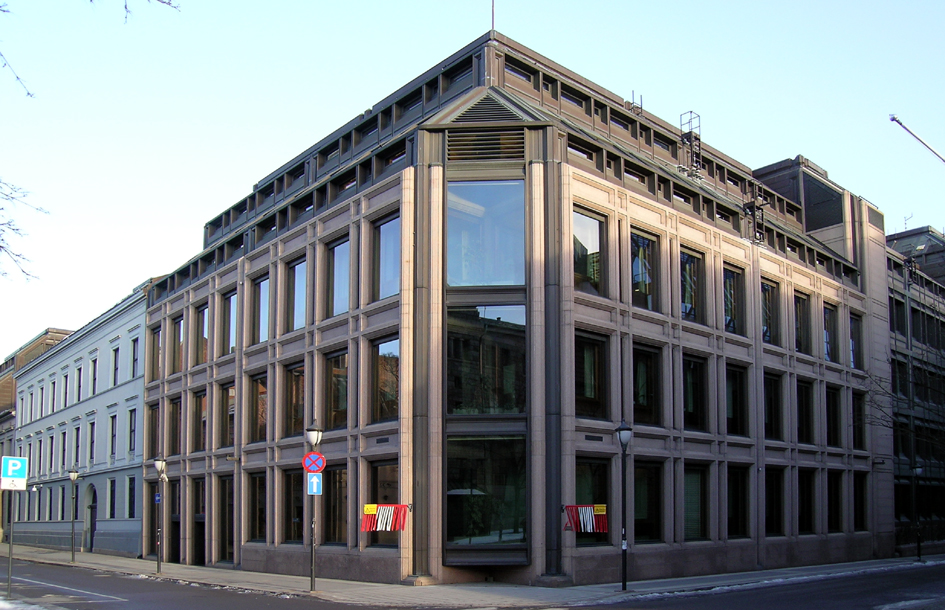
Hauptsitz der Norges Bank in Oslo

## Vorgeschichte
In § 110 der Novemberverfassung von 1814 war bestimmt, dass Norwegen eine eigene Bank sowie ein eigenes Geld- und Münzwesen erhält. Nach der Loslösung von Dänemark im Jahre 1814 war die norwegische Filiale der dänischen Zentralbank in Norges midlertidige rigsbank (Norwegens vorläufige Reichsbank) umgetauft worden. Für den Haushalt des norwegischen Reiches sollte die Bank 14 000 000 Rigsbankdaler als Papierschuldverschreibungen herstellen, für deren Wert das Parlament den Kurs garantierte. Das war die Eidsvollgarantie. Sie wurde am 22. Januar 1816 aufgehoben.
Zu dieser Zeit waren sehr viele Rigsbankdaler in Form von Bankschuldverschreibungen in Umlauf. Sie stammten zum Teil noch von der dänischen Reichsbank, als diese noch im Rahmen der Personalunion Dänemarks mit Norwegen in Oslo eine Filiale hatte, und zum anderen Teil von Christian Friedrich, als dieser nach der Loslösung von Dänemark vorübergehend zum norwegischen König gewählt worden war.

## Die Gründung der Zentralbank
Die zu gründende Zentralbank sollte ein Grundkapital von zwei Millionen Speciedaler erhalten, das durch freiwillige Zeichnung von Aktien aufgebracht werden sollte. Das misslang, so dass eine Silbersteuer erhoben werden musste, die mit Münzen oder Edelmetall zu entrichten war. Dafür erhielt man entsprechende Aktien. Falls die freiwillige Zeichnung der Aktien gelingen würde, sollte die Bank ihren Sitz in Christiania (heute Oslo) haben, andernfalls in Trondheim mit Abteilungen in Christiania, in Bergen sowie in Kristiansand. So war anfänglich Trondheim der Sitz der Norwegischen Bank. Mit Gesetzen vom 5. bis 9. April und vom 14. Juni 1816 wurde die Norwegische Zentralbank gegründet und der Speciedaler als neue Währungseinheit eingeführt. Es handelte sich um eine privatrechtliche Aktiengesellschaft. Sie erhielt eine Konzession für 30 Jahre und das Recht, Geldscheine auszustellen, die gültige Zahlungsmittel sein sollten. 1897 kam die Bank nach Christiania.

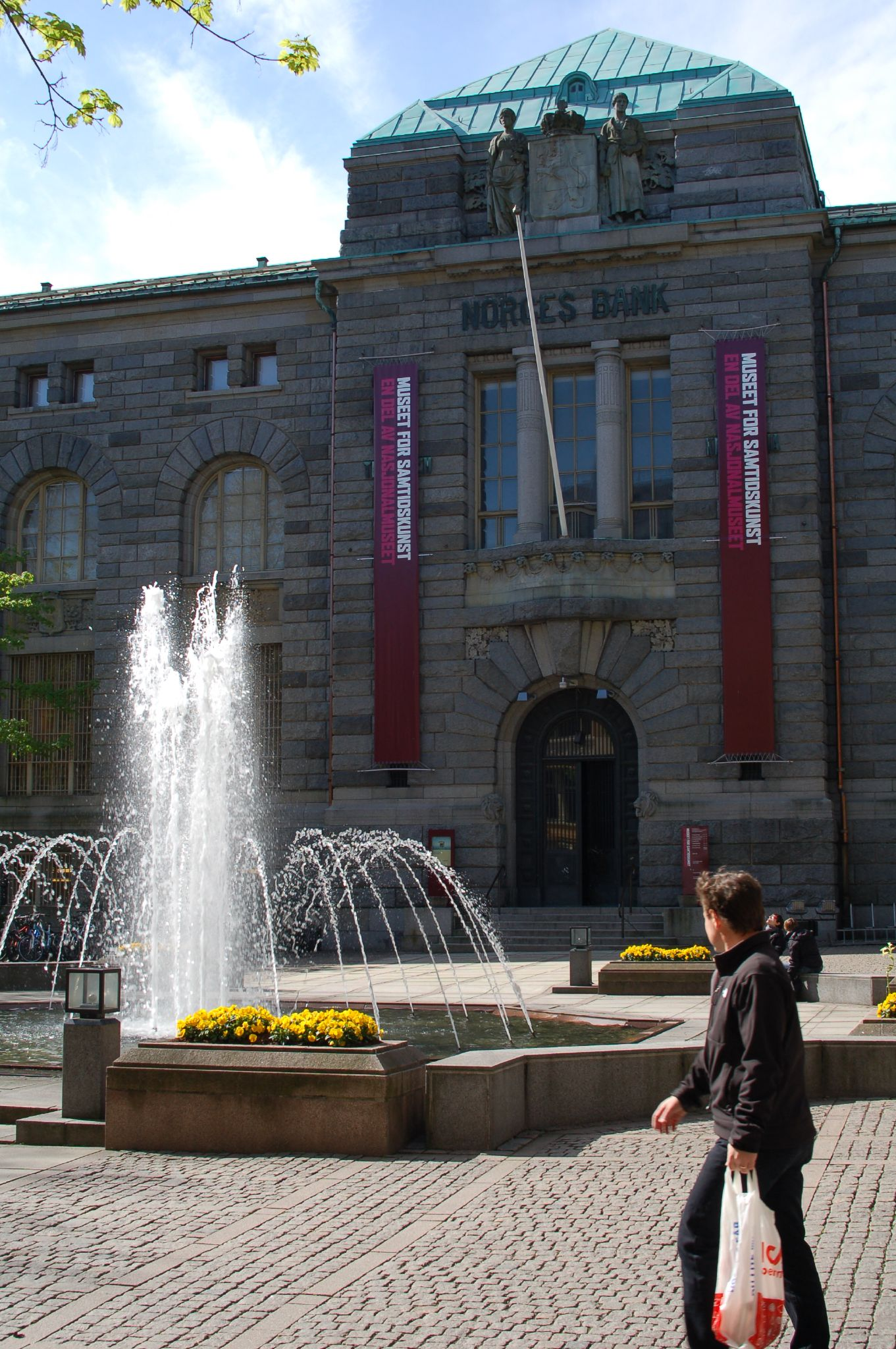
Hauptsitz der Norges Bank in Oslo bis zum Umzug im Jahr 2007, heute Museum für zeitgenössische Kunst

## Die Zentralbank heute
Die Zentralbank hat ihren Sitz in der Hauptstadt Oslo und beschäftigt deutlich über 500 Mitarbeiter. Geleitet wird sie von einem siebenköpfigen Vorstand, der von der Regierung im Namen des Königs ernannt wird. Präsident der Zentralbank war ab 2011 Øystein Olsen. Im März 2022 übernahm Ida Wolden Bache die Position kommissarisch, ursprünglich so lange bis Jens Stoltenberg das Amt des Präsidenten übernehmen sollte. Dieser zog sich schließlich aufgrund der Verlängerung seiner Amtszeit als NATO-Generalsekretär zurück. Die Aktivitäten des Vorstands werden von einem Aufsichtsrat kontrolliert, dessen 15 Mitglieder vom Storting gewählt werden.
Finanzminister Trygve Slagsvold Vedum erklärte am 24. März 2022, dass Bache für sechs Jahre als Chefin ernannt werden solle. Am 1. April 2022 wurde sie schließlich formell für sechs Jahre ernannt. Bache ist die erste Frau an der Spitze der Norges Bank.
Neben den gängigen Aufgaben einer Zentralbank, insbesondere der Bestimmung des Leitzinses und der Ausgabe der Norwegischen Krone, obliegt Norges Bank auch die Verwaltung eines Teils des staatlichen Fonds: Die Auslandsinvestitionen des Staatlichen Pensionsfonds Norwegens, welcher die nachhaltige Verwendung der Einnahmen aus der Erdölförderung garantieren soll, werden von einer eigenen Abteilung gesteuert (Norges Bank Investment Management, NBIM). Diese Abteilung hat Nebenstellen in London, New York City, Shanghai und Pune (Indien).

## Norges Bank Investment Management
Im Jahr 1990 verabschiedete das norwegische Parlament ein Gesetz zur Einrichtung des staatlichen Erdölfonds. Das Ziel ist die langfristige Verwaltung der Erdöleinnahmen durch die Regierung. Noch im Jahr 1997 investierte der Fonds ausschließlich in Staatsanleihen. Seit 1998 wird der Staatsfonds im Auftrag des norwegischen Finanzministeriums von der Norges Bank Investment Management (NBIM) verwaltet. Heute werden die Investitionen in vier Bereiche unterteilt. Der größte Teil des Fonds ist in Aktien investiert. Ein weiterer Teil wird in Anleihen investiert und ein letzter Teil wird in Immobilien und Infrastruktur für erneuerbare Energien investiert. Stand Februar 2022 ist der Fonds einer der größten der Welt. Der Marktwert der Investitionen beläuft sich per 4. Februar 2022 auf über 11,798 Billionen Norwegische Kronen (1,173 Billionen Euro). Es werden Aktienanteile an über 9000 Unternehmen aus 73 Ländern gehalten. Insgesamt hält NBIM rund 1,4 Prozent aller gelisteten Unternehmen weltweit. Der Fonds achtet auf Nachhaltigkeitsrisiken. Seit 2012 hat man sich aus diesen Gründen aus Investitionen in 366 Unternehmen zurückgezogen. Der Fonds schließt seit Jahren Investitionen in Rüstungsunternehmen mit Bezug zu Nuklearwaffen, die Tabakindustrie oder Kohleindustrie aus.